# Prva crnogorska fudbalska liga 2011-2012
La Prva crnogorska fudbalska liga 2011-2012 (prima lega calcistica montenegrina 2011-2012), conosciuta anche come T-Com 1.CFL 2011-2012 per ragioni di sponsorizzazione, è stata la 8ª edizione di questa competizione, la 6ª come prima divisione del Montenegro indipendente. La vittoria finale è stata appannaggio del Budućnost, al suo 2º titolo.
Capocannoniere del torneo fu Admir Adrović (Budućnost), con 22 reti.

## Novità
L'OFK Bar è retrocesso in seconda divisione dopo aver concluso la stagione 2010-2011 all'ultimo posto. Al suo posto, è stato promosso il Bokelj, vincitore della seconda divisione.

Penultima e terzultima classificata, Sutjeska e Mornar, hanno affrontato rispettivamente Jedinstvo Bijelo Polje e Berane, seconda e terza classificata di seconda divisione, negli spareggi promozione-retrocessione. Le vincenti, Sutjeska Nikšić e Berane, hanno conquistato un posto in Prva Liga, con Mornar e Jedinstvo Bijelo Polje in seconda divisione.

## Formula
In stagione le squadre partecipanti furono 12 : 10 che mantennero la categoria dalla stagione precedente e 2 promosse dalla seconda divisione.
Le 12 squadre disputarono un girone andata-ritorno; al termine delle 22 giornate ne disputarono ancora 11 secondo uno schema prefissato (totale 33 giornate), al termine di queste l'ultima fu retrocessa, mentre la penultima e la terzultima disputarono i play-out contro la seconda e terza classificata della Druga crnogorska fudbalska liga 2011-2012.
Le squadre qualificate alle coppe europee furono quattro: La squadra campione si qualificò alla UEFA Champions League 2012-2013, la seconda e la terza alla UEFA Europa League 2012-2013. La squadra vincitrice della coppa del Montenegro fu anch'essa qualificata alla UEFA Europa League.

## Squadre
| Club              | Città        | Stadio                  | Posizione 2010-2011     |
| ----------------- | ------------ | ----------------------- | ----------------------- |
| Berane            | Berane       | Gradski Stadion         | 3° in seconda divisione |
| Bokelj            | Cattaro      | Stadion pod Vrncem      | 1° in seconda divisione |
| Budućnost         | Podgorica    | Stadio pod Goricom      | 2º posto                |
| Dečić             | Tuzi         | Stadion Tuško Polje     | 6º posto                |
| Grbalj            | Radanovići   | Stadion u Radanovićima  | 7º posto                |
| Lovćen            | Cettigne     | Stadion Obilića Poljana | 8º posto                |
| Mladost Podgorica | Podgorica    | Mladost stadion         | 5º posto                |
| Mogren            | Budua        | Stadion Lugovi          | Campione di Montenegro  |
| Petrovac          | Castellastua | Stadion Pod Malim Brdom | 9º posto                |
| Rudar Pljevlja    | Pljevlja     | Gradski Stadion         | 3º posto                |
| Sutjeska          | Nikšić       | Stadion kraj Bistrice   | 11º posto               |
| Zeta              | Golubovci    | Stadion Trešnjica       | 4º posto                |

## Classifica
|  | Pos. | Squadra           | Pt | G  | V  | N  | P  | GF | GS | DR  |
|  | ---- | ----------------- | -- | -- | -- | -- | -- | -- | -- | --- |
|  | 1.   | Budućnost         | 80 | 33 | 25 | 5  | 3  | 82 | 27 | +55 |
|  | 2.   | Rudar Pljevlja    | 77 | 33 | 23 | 8  | 2  | 60 | 20 | +40 |
|  | 3.   | Zeta              | 60 | 33 | 17 | 9  | 7  | 55 | 40 | +15 |
|  | 4.   | Mogren            | 54 | 33 | 15 | 9  | 9  | 54 | 37 | +17 |
|  | 5.   | Petrovac          | 48 | 33 | 13 | 9  | 11 | 36 | 39 | –3  |
|  | 6.   | Lovćen            | 40 | 33 | 10 | 10 | 13 | 32 | 42 | –10 |
|  | 7.   | Mladost Podgorica | 37 | 33 | 10 | 7  | 16 | 32 | 47 | –15 |
|  | 8.   | Sutjeska          | 36 | 33 | 9  | 9  | 15 | 29 | 36 | –7  |
|  | 9.   | Grbalj            | 34 | 33 | 9  | 7  | 17 | 28 | 49 | –21 |
|  | 10.  | Dečić             | 34 | 33 | 10 | 4  | 19 | 34 | 51 | –17 |
|  | 11.  | Berane (–1)       | 28 | 33 | 8  | 5  | 20 | 32 | 54 | –22 |
|  | 12.  | Bokelj            | 21 | 33 | 5  | 6  | 22 | 21 | 57 | –36 |

Legenda:
      Campione di Montenegro e ammessa alla UEFA Champions League 2012-2013.
      Ammesse alla UEFA Europa League 2012-2013.
  Partecipa ai play-out.
      Retrocesse in Druga crnogorska fudbalska liga 2012-2013.
Regolamento:
Tre punti a vittoria, uno a pareggio, zero a sconfitta.
Note:
Il Berane è stato penalizzato di 1 punto per non essersi presentato alla gara contro il Dečić alla 18ª giornata.

### Classifica avulsa
Per determinare la squadra decima classificata (destinata ai play-out) si è consultata la classifica avulsa, in questo caso gli scontri diretti:
|  | Pos. | Squadra | Pt | G | V | N | P | GF | GS | DR |
|  | ---- | ------- | -- | - | - | - | - | -- | -- | -- |
|  | 9.   | Grbalj  | 6  | 3 | 2 | 0 | 1 | 5  | 4  | +1 |
|  | 10.  | Dečić   | 3  | 3 | 1 | 0 | 2 | 4  | 5  | –1 |

## Risultati
|           | Ber     | Bok     | Bud     | Deč     | Grb     | Lov     | Mla     | Mog     | Pet     | Rud     | Sut     | Zet     |
| --------- | ------- | ------- | ------- | ------- | ------- | ------- | ------- | ------- | ------- | ------- | ------- | ------- |
| Berane    |         | 1-0     | 0-1     | 2-0     | 1-3 1-1 | 2-1     | 0-1     | 2-4 1-3 | 2-2 1-2 | 0-0     | 1-1 2-0 | 2-3     |
| Bokelj    | 2-0 0-1 |         | 0-1 1-2 | 1-3     | 1-0 1-1 | 1-1     | 0-3     | 0-3 0-5 | 0-0 0-1 | 1-2     | 0-2     | 2-1     |
| Budućnost | 3-1     | 1-1     |         | 5-0 3-1 | 3-1     | 4-0 0-3 | 3-1 6-0 | 1-2     | 5-1     | 0-2 1-1 | 2-0 3-0 | 5-0 2-2 |
| Dečić     | 3-0 1-0 | 0-1     | 1-3     |         | 3-1     | 3-0     | 1-0 2-0 | 1-1     | 2-3     | 1-2 0-0 | 1-0     | 1-3 2-2 |
| Grbalj    | 1-0     | 2-1     | 1-3 0-4 | 2-0 2-1 |         | 0-0     | 1-2     | 1-1 1-0 | 0-3 1-1 | 0-1     | 2-0 0-4 | 0-1     |
| Lovćen    | 1-1 2-0 | 2-1 1-1 | 0-2     | 0-0 3-1 | 0-0 2-0 |         | 0-2     | 0-1     | 0-2     | 1-3     | 2-0 1-0 | 0-0     |
| Mladost   | 0-2 4-1 | 1-0 2-0 | 0-1     | 1-0     | 2-0 4-1 | 2-2 1-3 |         | 1-1     | 0-1     | 0-2 0-1 | 2-2     | 0-4 0-0 |
| Mogren    | 2-0     | 2-1     | 1-2 1-3 | 5-1 3-0 | 0-1     | 2-0 1-2 | 1-1 2-1 |         | 1-1     | 1-1     | 2-1 1-2 | 2-2 2-3 |
| Petrovac  | 2-1     | 2-0     | 1-1 1-4 | 1-0 1-3 | 2-1     | 3-2 1-0 | 0-0 1-0 | 1-2 0-1 |         | 0-2     | 0-0 1-1 | 1-2     |
| Rudar     | 1-0 3-1 | 4-1 6-2 | 2-2     | 1-0     | 3-0 1-0 | 1-1 1-2 | 3-0     | 2-0 4-1 | 2-1 0-0 |         | 0-0     | 1-0     |
| Sutjeska  | 0-1     | 1-0 2-0 | 2-3     | 1-2 2-0 | 0-3     | 0-0     | 0-0 2-0 | 0-0     | 2-0     | 0-1 0-3 |         | 0-1 4-2 |
| Zeta      | 2-3 4-2 | 1-1 3-0 | 0-2     | 1-0     | 0-0 3-1 | 3-0 3-2 | 2-1     | 0-0     | 1-0 2-0 | 4-1 0-3 | 0-0     |         |

## Spareggi
Berane e Dečić (penultimo e terzultimo in prima divisione) sfidano Mornar e Jedinstvo Bijelo Polje (secondo e terzo in seconda divisione) per due posti in Prva crnogorska fudbalska liga 2012-2013.
| Squadra 1                                               | Totale | Squadra 2              | Andata     | Ritorno    |
| ------------------------------------------------------- | ------ | ---------------------- | ---------- | ---------- |
|                                                         |        |                        | 03.06.2012 | 07.06.2012 |
| Dečić                                                   | 0 – 2  | Jedinstvo Bijelo Polje | 0 – 0      | 0 – 2      |
| Berane                                                  | 1 – 5  | Mornar                 | 1 – 2      | 0 – 3      |
| Jedinstvo e Mornar promossi, Dečić e Berane retrocessi. |        |                        |            |            |

## Marcatori
| Gol |  |  | Giocatore          | Squadra        |
| --- |  |  | ------------------ | -------------- |
| 22  |  |  | Admir Adrović      | Budućnost      |
| 18  |  |  | Žarko Korać        | Zeta           |
| 17  |  |  | Dragan Bošković    | Budućnost      |
| 15  |  |  | Ivica Jovanović    | Rudar Pljevlja |
| 14  |  |  | Srđan Radonjić     | Budućnost      |
| 14  |  |  | Nikola Vujović     | Mogren         |
| 12  |  |  | Nenad Jovanović    | Petrovac       |
| 10  |  |  | Luka Đorđević      | Mogren         |
| 10  |  |  | Đorđe Šušnjar      | Sutjeska       |
| 9   |  |  | Ivica Ivanović     | Rudar Pljevlja |
| 9   |  |  | Nenad Stojanović   | Rudar Pljevlja |
| 9   |  |  | Božo Marković      | Sutjeska       |
| 8   |  |  | Radivoje Golubović | Budućnost      |
| 7   |  |  | Marko Lalević      | Berane         |